# 大分刑務所
大分刑務所（おおいたけいむしょ）は、法務省矯正局の福岡矯正管区に属する刑務所。
下部機関として中津拘置支所を持つ。

## 所在地
- 〒870-8588 大分県大分市畑中5-4-1

## 交通
- 大分バス畑中で下車し目の前。または府内大橋で下車、徒歩15分。
- 久大本線南大分駅から徒歩約25分
- 東九州自動車道 大分光吉ICから約5分。

## 収容分類級
- I級
- A級
- LA級

禁錮刑受刑者・初犯者を収容する男子刑務所。交通犯罪の短期受刑者も収容している。

## 収容定員
- 1280人程度

現在、F棟建設中で、落成後は200人程度増加する予定。

## 沿革
大分刑務所の歴史は以下のとおり。
- 1871年（明治4年） - 大分市荷揚町に懲役場設置。
- 1877年（明治10年） - 西南戦争で焼失。
- 1878年（明治11年） - 大分市大道町に移転。

「大分県監獄本署」と称する。
- 1922年（大正11年） - 「大分刑務所」と改称。
- 1959年（昭和34年） - 刑務所が新築完成[2]。

## 組織
所長の下に2部1課を持つ2部制である。
- 総務部（庶務課、会計課、用度課）
- 処遇部（処遇担当、企画担当）
- 医務課

## 外観・設備
- 生産工場（第1〜14工場）、経理工場（炊場、洗濯、官計、図書、内掃、営繕）、考査工場、養護工場がある。
- 工場数は木工2、印刷1、ミシン2、金属3、電線リサイクル2、ゴム加工、ガラス細工、畳、紙折など。

## 特記事項
- 1999年より、従来のA級に加え、刑期8年以上のLA級（初犯長期受刑者、現在は10年以上が該当）も収容。混合処遇のモデル刑務所とされた。
- 管区の制限なく全国から受刑者が移送され、長期受刑者と短期受刑者が全く同じ環境で処遇を受け生活している特異な施設。このため、管区外から移送された受刑者やその家族らが面会や差入れ等で著しく不利益を被っている。更に刑期が僅か数ヶ月（いわゆるションベン刑）の者と無期懲役の者が同じ工場・居室で生活しており問題も多い。
- 長期受刑者の受入れ当初は施設管理者側の長期受刑者に対応する為の知識と経験の不足から多くのトラブルを引き起こした。マスコミで大々的に報道された事件によって服役した者を一般工場に配役したため、酷い虐めとなり、自殺する事故も起きている。
- 2001年まで法務大臣に対する情願に関して、発信を制限・検閲する違法行為を一部の職員が行っていた。
- 2000年頃より、過剰収容が日常化し全国でも収容率が高い施設となった。このため雑居にベッドを追加して収容人員を無理やりに増やす、独居に2名収容するなど受刑者の生活環境が著しく酷い状態が続いていた。
- 2003年まで、歯科治療時において本来、刑務所側が負担すべき費用を強制的に受刑者に負担させていた。この費用に関しては現在も還付されていない。
- 2006年5月より、美祢社会復帰促進センターに収用予定の受刑者を一時的に収容。センター開所翌々日より順次移送された経緯を持つ。
- 近隣に大分県立病院があり、医療体制が期待できるとされ、2008年に医療重点刑務所に指定された。これにより他の刑務所から加療が必要な受刑者が移送されるようになった。但し施設外での治療が必要な場合は大分三愛メディカルセンターで行われる事が多い。
- 全国の矯正施設の畳はここで生産されている。
- 平成20年ごろより老朽化のため建て替えが始まり（現在も継続中）、現在建設中のF棟完成時には、独居が全体の80%を占める、全国でも最新鋭の刑務所になる予定。
- 新設のE棟2Fは、最新鋭のバリアフリー対応舎房となっている。
- 2021年9月、大分県弁護士会は刑務所の歯科医療において、希望する治療ができない状態は人権侵害に当たるとして改善勧告を行った。刑務所では歯科技工士がいないという理由で詰め物やかぶせ物を使った治療ができず、抜歯しか対応できない状態となっていた[3]。

## 著名な受刑者
- 奈良県月ヶ瀬村女子中学生殺害事件の犯人O（2001年9月4日に同所にて自殺。）
- 福岡海の中道大橋飲酒運転事故の犯人I
- 富田隆 -元オウム真理教信徒（2013年5月出所）
- 星野ロミ(漫画村運営者)